# Diana Croce
Diana Macarena Croce García (sinh ngày 17 tháng 4 năm 1997) là một người mẫu thời trang và một người đẹp Venezuela. Cô chiến thắng giải Á hậu 1 tại Hoa hậu Venezuela 2016 và đại diện cho Venezuela tại cuộc thi Hoa hậu Thế giới 2016. Ngoài ra, cô cũng đại diện cho Venezuela tại cuộc thi Hoa hậu Quốc tế 2017 và kết thúc cuộc thi với vị trí Á hậu 2.

## Cuộc sống cá nhân
Diana là một người mẫu hàng đầu kể từ khi cô 14 tuổi. Cô đã luyện tập cưỡi ngựa từ rất nhỏ. Diana sở hữu những bước đi tuyệt với, hai năm liên tiếp góp mặt trong Tuần lễ thời trang New York của Mercedes Benz.

## Các cuộc thi

### Hoa hậu Venezuela 2016
Croce thi đấu với tư cách Hoa hậu Nueva Esparta 2016, một trong 24 thí sinh tham gia cuộc thi sắc đẹp quốc gia, cô nhận được danh hiệu và giải thưởng Hoa hậu Glamour tại Interactive Beauty Gala trong phần thi sơ bộ của Hoa hậu Venezuela 2016. Đêm cuối cùng của cuộc thi là vào ngày 6 tháng 10 năm 2016 ở Caracas, phần thi kết thúc cuộc thi và cô được xếp hạng Á hậu 1.

## Hoa hậu Thế giới 2016
Croce được bổ nhiệm bởi Osmel Sousa, giám đốc điều phối quốc gia của cuộc thi Hoa hậu Venezuela, đại diện cho Venezuela tại cuộc thi Hoa hậu Thế giới năm 2016 tổ chức tại National Harbor ở Washington, DC, Hoa Kỳ vào ngày 18 tháng 12 năm 2016. Trong cuộc thi này, cô không có mặt trong Top 20 người đẹp nhất.
Croce chính thức được trao vương miện Hoa hậu Thế giới Venezuela năm 2016 bởi chủ tịch danh dự Anyela Galante, Hoa hậu Thế giới Venezuela 2015, vào ngày 5 tháng 11 năm 2016, tại Estudio 1 of Venevision.

### Hoa hậu quốc tế 2017
Croce được bổ nhiệm bởi Osmel Sousa, giám đốc điều phối quốc gia của cuộc thi Hoa hậu Venezuela, đại diện cho Venezuela tại cuộc thi Hoa hậu Quốc tế 2017 được tổ chức tại Tokyo Dome City Hall ở Tokyo, Nhật Bản vào ngày 14 tháng 11 năm 2017. Cô đạt danh hiệu Á hậu 2 ở cuộc thi này.